# Liste der Kulturdenkmale in Remseck am Neckar

Wappen der Stadt Remseck am Neckar

In der Liste der Kulturdenkmale in Remseck am Neckar sind Bau- und Kunstdenkmale der Stadt Remseck am Neckar verzeichnet. Die Liste ist nach Ortsteilen sortiert und basiert auf den von der Stadt herausgegebenen historischen Ortsteil-Rundgängen.
Die Liste ist nicht rechtsverbindlich und erhebt keinen Anspruch auf Vollständigkeit. Eine rechtsverbindliche Auskunft ist lediglich auf Anfrage bei der Unteren Denkmalschutzbehörde des Landkreises Ludwigsburg erhältlich.

## Aldingen
| Bild           | Bezeichnung                                                 | Lage                                              | Datierung                       | Beschreibung | ID |
| -------------- | ----------------------------------------------------------- | ------------------------------------------------- | ------------------------------- | --- | -- |
| Weitere Bilder | Schloss Aldingen                                            | Schlosshof (Karte)                                | 1580                            | Als Sitz der Herrschaft Aldingen im Auftrag Heinrich von Kaltentals im Stil der Renaissance erbaut; von der ursprünglichen, den Hof komplett umschließenden Anlage sind nur zwei Gebäudeteile erhalten: An der Südseite des Schlosshofes das durch Georg Wolf von Kaltental mit barocken Verzierungen versehene und mittlerweile als privates Wohngebäude genutzte Haupthaus sowie ein Nebengebäude an der Westseite, in welchem heute eine Gaststätte untergebracht ist; am nordöstlichen Zugang zum Schlosshof moderne Statue des "Kaltentalers" von Peter Lenk |    |
|                | Wohnhaus Kirchstraße 15                                     | Kirchstraße 15 (Karte)                            | 1798                            | Von 1798 bis 1872 Haussynagoge für die jüdische Gemeinde Aldinges mit einem nicht mehr erhaltenen Betsaal in einem eigens dafür errichteten Anbau des Gebäudes | BW |
|                | Pfarrhof                                                    | Kirchstraße 9 (Karte)                             | 1568, erweitert um 1742         | Das bis heute als solches genutzte Pfarrhaus wurde im Zuge der Reformation für den evangelischen Gemeindepfarrer errichtet; zum Pfarrhof gehören neben dem eigentlichen Pfarrhaus ein mittlerweile als Garage genutztes ehemaliges Wasch- und Backhaus sowie die Pfarrscheuer |    |
|                | Zehntscheuer                                                | Kirchstraße 8 (Karte)                             | 1775                            | Zu modernem Wohnhaus umgebaute ehemalige Zehntscheuer des Stuttgarter Stifts |    |
|                | Gasthof Lamm                                                | Ludwigsburger Steige 2 (Ecke Kirchstraße) (Karte) | 1726                            | An Stelle eines Vorgängerbaus errichtete Wirtschaft | BW |
|                | Haus Dreher                                                 | Neckarstraße 22 (Ecke Kirchstraße) (Karte)        | 1904                            | Ehemalige Poststation und Telegraphenamt, heute als Wohnungen privat genutzt | BW |
|                | Ehemaliges Bauernhaus                                       | Kirchstraße 10/11 (Karte)                         | erbaut vor 1556, 1747 erweitert | Ältestes erhaltenes Bauernhaus in Remseck-Aldingen | BW |
| Weitere Bilder | Margaretenkirche                                            | Kirchstraße 30 (Karte)                            | 1500                            | Evangelische Kirche von Remseck-Aldingen, erbaut auf Basis einer kleineren, bereits um 1100 erwähnten, romanischen Wehrkirche; war Teil der nicht mehr erhaltenen Aldinger Burg. |    |
|                | Pfaffenhaus                                                 | Kirchstraße 29 (Karte)                            | mutmaßlich um 1318              | Über einem Gewölbekeller errichtetes Steinhaus, das mutmaßlich das älteste erhaltene Gebäude Aldingens ist; eine erste urkundliche Erwähnung erfolgte aber erst um 1500; ursprüngliche Nutzung als Pfarrhaus, später jüdische Haussynagoge |    |
|                | Altes Schulhaus                                             | Schlösslestraße 2/3 (Karte)                       | 1778                            | Wurde 1778 anstelle eines Vorgängerbaus von 1685 erbaut; bis 1836 befand sich hier die Aldinger Schule, später beherbergte es unter anderem die Weberei von Benedikt Elsas; mittlerweile privat als Wohnhaus genutzt |    |
| Weitere Bilder | Ehemalige Kelter                                            | Kelterstraße 5 (Karte)                            | 1720                            | Ursprünglich als Kelter erbautes Fachwerkhaus; mehrfach umgenutzt; beherbergt aktuell die Ortsbücherei von Remseck-Aldingen |    |
|                | Ehemaliges Schafhaus                                        | Kocherstraße 2 (Karte)                            | um 1740                         | Ehemaliges Schafhaus, heute als privates Wohnhaus genutzt | BW |
|                | Ehemaliges Schulhaus bei der Kelter                         | Kelterstraße 3 (Karte)                            | 1912                            | Beherbergte von 1912 bis 1955 die zuvor in Räumen von Schloss Aldingen untergebrachte Schule und wird mittlerweile privat als Wohnhaus genutzt | BW |
| Weitere Bilder | Aldinger Neckarkanal mit Staustufe                          | Brückenstraße (Karte)                             | 1937                            | Teil des Gesamtdenkmals „Neckarkanal“, der als das längste Kulturdenkmal Baden-Württembergs gilt; die Aldinger Staustufe entstand mutmaßlich nach Entwürfen von Paul Bonatz; die zugehörige Wehrbrücke war 1945 in den letzten Tagen des 2. Weltkrieges die einzige, befahrbare Neckarquerung im Bereich der Wasserstraßengebietsverwaltung Stuttgart, da hier von französischen Truppen eine Sprengung verhindert werden konnte |    |
| Weitere Bilder | Mühle                                                       | Neckarkanalstraße 71 (Karte)                      | 1867                            | Bis 1990 als solches genutztes Mühlengebäude; bis 1936 als Wassermühle, ab dann elektrisch betrieben; heute Gasthof und Gewerbegebäude |    |
|                | Gasthof Schiff                                              | Neckarstraße 1 (Karte)                            |                                 | Ehemaliger Gasthof hinter dem sich vor der Kanalisierung des Neckars die Anlegestelle der einstigen Neckarfähre befand, der Name des Gasthofes sowie ein Kleindenkmal über dem Eingang erinnern daran |    |
|                | Handwerkermuseum Remseck-Aldingen                           | Kornwestheimer Straße 23 (Karte)                  | 1778                            | Ehemalige um 1778 an Stelle eines älteren Vorgängerbaus errichtete Scheuer, die vom Alt-Aldinger Handwersverein als Vereinshaus und Museum genutzt wird | BW |
|                | Ehemaliges Bauernhaus                                       | Kornwestheimer Straße 21 (Karte)                  |                                 | | BW |
|                | Rückwärtige Scheuer des Wohnhauses Kornwestheimer Straße 20 | Kornwestheimer Straße 20 (Karte)                  | Um 1750                         | Mit Weinkeller | BW |

## Hochberg
| Bild           | Bezeichnung                     | Lage                   | Datierung       | Beschreibung | ID |
| -------------- | ------------------------------- | ---------------------- | --------------- | --- | -- |
| Weitere Bilder | Schloss Hochberg                | Am Schloss 13 (Karte)  | 13. Jahrhundert | Ehemalige mittelalterliche Burg; 1593 durch Heinrich Schickhardt erweitert und zum Renaissance-Schloss umgebaut, Sitz der Herrschaft Hochberg; das Schloss selbst ist heute in Privatbesitz; auf dem Schlossareal liegen zudem die als Gemeindehalle genutzte ehemalige Kelter, sowie das als Pfarrhaus genutzte ehemalige Stabsamtshaus; |    |
| Weitere Bilder | Schlosskirche                   | Am Schloss 11 (Karte)  | 1854            | Im neugotischen Stil anstelle einer älteren Kapelle erbaute Kirche; nahe dem Hochberger Schloss gelegen, von dem sie ihren Namen hat; Grabdenkmäler der Familie Nothaft von Hohenberg sowie die Holzschnitzereien der Barockorgel sind aus der älteren Kirche übernommen.                                                                 |    |
|                | Schulhaus                       | Am Schloss 4 (Karte)   | 1908            | Neubau nach dem Brand des Vorgängerbaus von 1802; wurde bis 1973 als Schule genutzt. | BW |
|                | Gasthaus Adler                  | Am Schloss 2 (Karte)   | spätestens 1600 | | BW |
|                | Haus des Schulmeisters Brandner | Hauptstraße 6 (Karte)  | um 1600         | | BW |
|                | Ehemaliger Pfarrhof             | Hauptstraße 10 (Karte) | um 1730         | Bis 1821 als Pfarrhof genutzt, seither in Privatbesitz | BW |
|                | Wohnhaus „Adolf Falk“           | Hauptstraße 18 (Karte) |                 | Wohnhaus von Adolf Falk, dem letzten in Hochberg lebenden Mitglied der ehemaligen jüdischen Gemeinde Hochberg; vor dem Gebäude befindet sich ein Stolperstein des Künstlers Gunter Demig | BW |
|                | ehemaliges Rathaus              | Hauptstraße 24 (Karte) | 1828            | Ursprünglich vom Pferdehändler Ascher Weis erbaut, wurde es 1886 von der Gemeinde Hochberg erworben, um ein nicht erhaltenes Glockentürmchen ergänzt und von da an bis 1962 als Rathaus genutzt | BW |
|                | Alte Synagoge                   | Hauptstraße 30 (Karte) | 1780            | Bis zum Bau der neuen Synagoge 1828 als Haussynagoge für die jüdische Gemeinde genutzt | BW |
|                | Ehemaliges Gasthaus Sonne       | Hauptstraße 35 (Karte) | 1867            | Ursprünglich als reiner Bierausschank eröffnet, seit 1900 als Wirtschaft „Sonne“ genutzt, beherbergt mittlerweile einen Pizza-Lieferdienst | BW |
| Weitere Bilder | Neue Synagoge                   | Hauptstraße 37 (Karte) | 1828            | Diente von 1828 bis 1914 als Hochberger Synagoge, im 20. Jahrhundert als evangelisch-methodistische Kirche genutzt; ist heute eine Gedenk- und Begegnungsstätte |    |
|                | Ehemaliges Gasthaus zur Rose    | Hauptstraße 16 (Karte) | 1831            | Ehemalige Schildwirtschaft, von Abraham Seligmann 1831 eröffnet |    |
| Weitere Bilder | Jüdischer Friedhof              | (Karte)                | 1795            | Ehemaliger Friedhof der jüdischen Gemeinde Hochberg, von der jüdischen Gemeinde Aldingen sowie zeitweise von den Gemeinden in Ludwigsburg und Cannstatt mitgenutzt |    |

## Hochdorf
| Bild           | Bezeichnung                | Lage                             | Datierung       | Beschreibung | ID |
| -------------- | -------------------------- | -------------------------------- | --------------- | --- | -- |
| Weitere Bilder | Schloss Hochdorf           | Schlossstraße 2 (Karte)          | 13. Jahrhundert | Ehemalige mittelalterliche Burg, zum Schloss erweitert und mehrfach umgebaut, darunter zwischen 1609 und 16012 durch Heinrich Schickhardt |    |
| Weitere Bilder | Wendelinskirche            | Kirchplatz (Karte)               | vor 1275        | Mittelalterliche Kirche mit zum Kirchenschiff diagonal gestelltem Turm |    |
|                | Altes Pfarrhaus            | (Karte)                          | 1882            | |    |
|                | Kinderheim                 | Schulweg 2 (Karte)               | 1925/26         | Vom Hochdorfer Pfarrer Wilhelm Schilpp in Eigenleistung erbaut und 1930 erweitert; diente als Gemeindehaus, Kindergarten, Krankenpflegestation, Lehrküche und öffentliches Bad, heute Stammhaus der Evangelischen Jugendpflege im Kreis Ludwigsburg e.V:          | BW |
|                | Ehemalige Kelter           | (Karte)                          | 1696            | diente ab 1787 als Schafhaus sowie ab 1867 als Feuerwehrmagazin | BW |
|                | Meierhof                   | Wilhelmsplatz 1 (Karte)          | 1568            | Wohnhaus aus dem 18. Jahrhundert als Teil einer älteren Gesamtanlage, die einen wehrhaften mit Schießscharten versehenen Komplex darstellt, der direkt an die Mauer des Hochdorfer Schlosses anschließt                                                           |    |
|                | altes Schulhaus            | Wilhelmsplatz 14 (Karte)         | 1840            | | BW |
|                | ehemaliges Gasthaus Löwen  | Wilhelmsplatz 7 (Karte)          | 1770            | war Hochdorfs älteste Schildwirtschaft | BW |
|                | Gasthaus Sonne             | Karlstraße 2 (Karte)             | 1836            | | BW |
|                | ehemaliges Gasthaus Hirsch | Bittenfelder Straße 2 (Karte)    | 1870            | | BW |
|                | Untere Mühle               | Poppenweiler Straße 26/1 (Karte) | 1825/26         | Wohnhaus der sogenannten Unteren Mühle, zwischen diesem und dem nicht erhaltenen Mühlgebäude floss der Mühlkanal als Seitenarm des Zipfelbachs; der Name Untere Mühle diente zur Unterscheidung von der ebenfalls am Hochdorfer Zipfelbach gelegenen Oberen Mühle | BW |

## Neckargröningen
| Bild           | Bezeichnung          | Lage                            | Datierung       | Beschreibung | ID |
| -------------- | -------------------- | ------------------------------- | --------------- | --- | -- |
|                | Altes Rathaus        | Ludwigsburger Straße 12 (Karte) | 1592            | Schauseite um 1850 gestaltet |    |
| Weitere Bilder | Martinskirche        | Hindenburgstraße 2 (Karte)      | um 1050         | Wehrkirche mit romanischem Kirchenschiff und spätgotischem Chor im Osten, der 1515 nach einem Entwurf von Peter von Lahn gebaut wurde |    |
|                | Historische Schmiede | Wasenstraße 61 (Karte)          | 17. Jahrhundert | beherbergt heute eine Ausstellung zur früheren Nutzung                                                                                | BW |
|                | Historische Ölmühle  | Ludwigsburger Straße 46 (Karte) | um 1910         | 1969 stillgelegt, beherbergt heute eine Ausstellung zur früheren Nutzung                                                              | BW |
|                | Altes Waschhaus      | Wasenstraße 54 (Karte)          |                 | beherbergt heute eine Ausstellung zur früheren Nutzung                                                                                | BW |
|                | Schulhaus            | Hindenburgstraße 3 (Karte)      |                 | | BW |

## Neckarrems
| Bild           | Bezeichnung              | Lage                      | Datierung              | Beschreibung | ID |
| -------------- | ------------------------ | ------------------------- | ---------------------- | --- | -- |
| Weitere Bilder | Schloss Remseck          | Schloßweg 46 (Karte)      | 1841                   | Neugotisches Schlösschen mit mehreren Nebengebäuden, erbaut an der Stelle der hochmittelalterlichen Burg Remseck; das Schloss ist seit 1977 namensgebend für die Stadt Remseck am Neckar |    |
|                | Wirtschaft „Zum Ochsen“  | Am Remsufer 2             | 1725                   | Das Gasthaus „Zum Ochsen“ (heute: „MuTzo“) wurde erstmals im Jahr 1725 als eine Schildwirtschaft mit Übernachtungsmöglichkeiten erwähnt. Ursprünglich befand sich die Wirtsstube im Ersten Stock, im Erdgeschoss waren Stallungen. Nachdem die Gaststube in das Erdgeschoss umzog, wurde dort zudem eine Metzgerei untergebracht, in dessen Räumlichkeiten befindet sich mittlerweile ein Imbiss („T-Burger“) |    |
|                | Gasthaus „Zum Hirsch“    | Remstalstrasse 29 (Karte) | 1814                   | | BW |
| Weitere Bilder | Altes Rathaus            | Dorfstraße 5 (Karte)      | vor 1755               | Auf der Abbildung von Neckarrems im Forstlagerbuch von Andreas Kieser aus dem Jahr 1685 ist ein Gebäude mit einem Türmchen zu erkennen, welches dem Alten Rathaus entsprechen könnte; sicher nachgewiesen ist das heutige Gebäude für das Jahr 1755; bis 1971 wurde es als Rathaus genutzt, dann bis 2019 als Diakoniestation.                                                                                |    |
|                | Gemeindebackhaus         | Milchgasse                | 1862                   | |    |
| Weitere Bilder | Michael-Sebastianskirche | Kirchgasse 19 (Karte)     | zwischen 1486 und 1498 | |    |
|                | Museum „Altes Schulhaus“ | Kirchgasse 17 (Karte)     |                        | Beherbergt das Städtische Museum | BW |
|                | Frühmesshaus             | Hintere Straße 3 (Karte)  | 1560                   | | BW |
|                | Zehntscheuer             | Hintere Str. 4 (Karte)    | 1743                   | | BW |
|                | Pfarrhaus                | Kirchgasse 15 (Karte)     | 1747                   | | BW |